# 塔恩峡
塔恩峡是法国河流塔恩河在勒罗济耶（Lozère）和圣埃尼米之间的称呼，这段占该河总长度约三分之一，位于该河的上游。

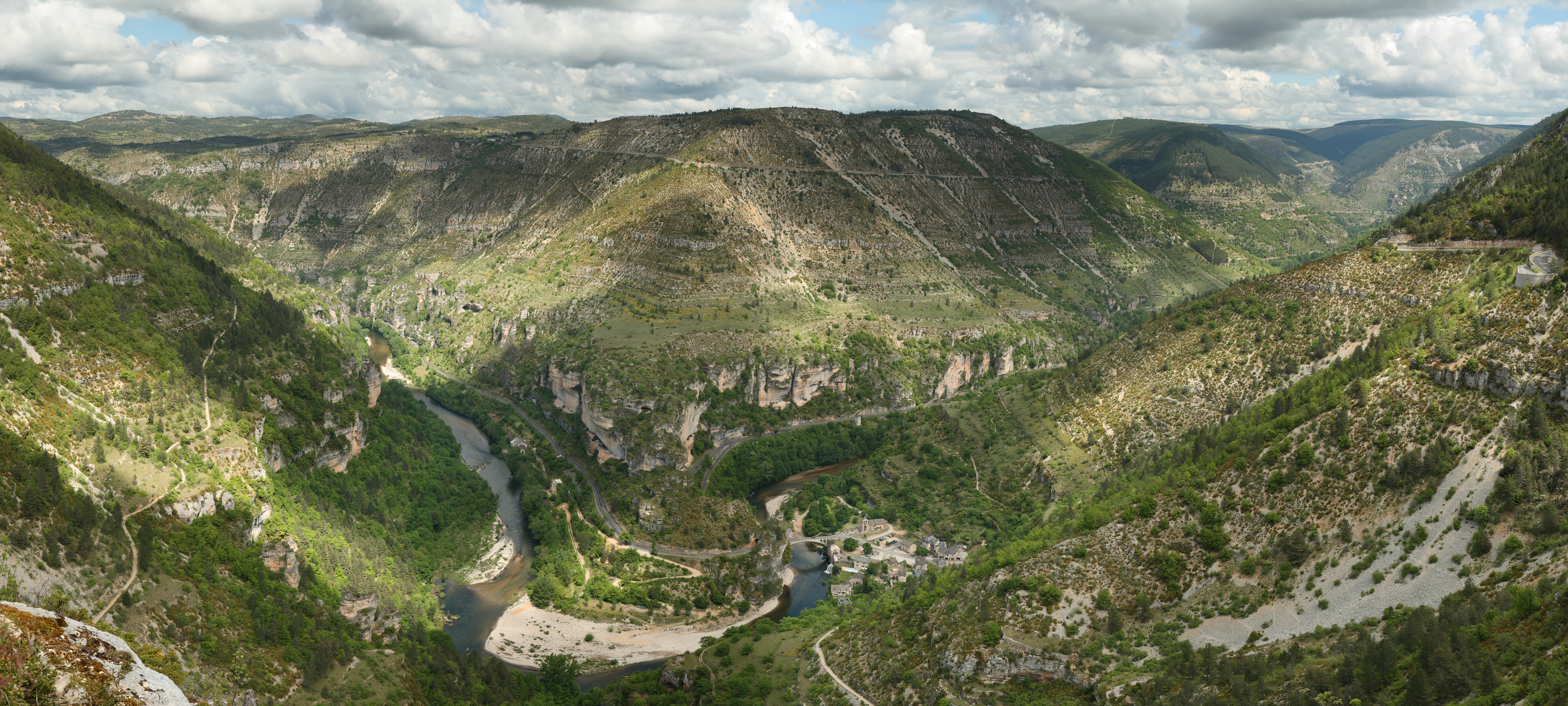
塔尔恩河在Saint-Chély-du-Tarn村弯头

## 地理
塔恩峡位于米约东北，全长35千米，从东侧的圣埃尼米到西侧的勒罗济耶。谷的边上有一条旅游公路，上面有许多观景点。峡谷深400至500米，谷内部分地区是自然保护区。
塔恩峡是由塔尔恩河冲洗出来的，塔尔恩河在这里穿过由多层石灰岩和泥灰岩组成的塞文山脉。塔恩峡有非常狭窄和陡峭的地方，也有很宽的谷地。同时在地下也有冲出来的山洞。

## 其它
在险要的地方建造有一些城堡，其中一些已经是废墟了。